# ميغيل بيري
ميغيل بيري (بالإسبانية: Miguel Berry)‏ هو لاعب كرة قدم إسباني في مركز الهجوم، ولد في 16 سبتمبر 1997 في برشلونة في إسبانيا. لعب مع كولومبوس كرو.

## وصلات خارجية
- ميغيل بيري على موقع الدوري الأمريكي (الإنجليزية)
- ميغيل بيري على موقع قاعدة بيانات كرة القدم.إي يو (الإنجليزية)
- ميغيل بيري على موقع Soccerway.com (الإنجليزية)
- ميغيل بيري على موقع عالم كرة القدم.نت (الإنجليزية)